# Verallgemeinerte Gradientennäherung
Die verallgemeinerte Gradientennäherung (GGA von englisch Generalized Gradient approximation) ist in der Festkörperphysik ein Näherungsverfahren, das  bei Berechnungen der elektronischen Bandstruktur mit Hilfe der Dichtefunktionaltheorie zum Einsatz kommt.
Die verallgemeinerte Gradientennäherung zeichnet sich gegenüber der lokalen Spindichtenäherung dadurch aus, dass im Term für die Austauschenergie {\displaystyle E_{\mathrm {XC} }} neben den lokalen Spindichten {\displaystyle (n_{\uparrow },n_{\downarrow })} auch deren Gradienten {\displaystyle (\nabla n_{\uparrow },\nabla n_{\downarrow })} berücksichtigt werden.
{\displaystyle E_{\mathrm {XC} }^{\mathrm {GGA} }\left[n_{\uparrow },n_{\downarrow }\right]=\int \varepsilon _{\mathrm {XC} }\left(n_{\uparrow },n_{\downarrow },\nabla n_{\uparrow },\nabla n_{\downarrow }\right)n({\vec {r}})\,{\mathrm {d} }^{3}r.}

## Bewertung
Bei Rechnungen im Rahmen der lokalen Spindichtenäherung hat sich gezeigt, dass typischerweise der Beitrag der Austauschenergie unterschätzt und der Beitrag der Korrelationsenergie überschätzt wird. Während sich diese Fehler in Bezug auf die Energie oft weitgehend gegenseitig kompensieren, führen sie in Bezug auf die Spindichten oft zu signifikanten Fehlern, die sich in fehlerhaften Grundzustandsenergien und -kristallgeometrien sowie falschen Parametern der Gitterschwingungen (Phononen) führen. Unter Benutzung der GGA treten diese Fehler  deutlich weniger in Erscheinung.

## Typen
- PW91 benannt nach J. P. Perdew und Y. Wang, die dieses Funktional 1991 vorschlugen.[5][6]
- PBE benannt nach J.P. Perdew, S. Burke und M. Ernzerhof, die 1996 ein dem PW91 äquivalentes Funktional vorschlugen, das mit weniger Parametern auskommt.[7]